# Kristinehamn
Kristinehamn er en svensk by i Värmland og hovedby i Kristinehamns kommune, Värmlands län. Den ligger hvor åerne Varnan og Lötälven mødes og har deres fælles udløb i Varnumsviken, som er en del af Vänern.
Byen ligger langs Europavej E18 (Stockholm-Oslo) og Riksväg 26. Jernbanen Inlandsbanan begynder i Kristinehamn.

## Historie
Byen udsprang af den havne- og markedsplads, der opstod omkring broen over Varnan, som landevejen mellem Sverige og Norge passerede. Byen hed tidligere Bro (Broo) og blev stad i 1582 under navnet Bro, men mistede privilegierne igen i 1584. I 1642 fik Kristinehamn igen stadsprivilegier af dronning Kristina, nu under navnet Christinehamn. Stadsvåbenet symboliseres af skibstypen bøjert, eftersom pigjern blev fragtet til Kristinehamn med hest og jernbane fra Bergslagen, og dermed til Vänern for videre transport til jernværker i bøjert og med heste, for at blive smeltet om til stangjern.